# Mirosława El Fray
Mirosława Helena El Fray z domu Mielnik (ur. 31 lipca 1965 w Sanoku) – polska inżynier materiałowa, zajmująca się nanotechnologią, biomateriałami i wykorzystaniem polimerów. Wykładowca Zachodniopomorskiego Uniwersytetu Technologicznego (dawna Politechnika Szczecińska).

## Życiorys
W 1984 zdała egzamin dojrzałości w I Liceum Ogólnokształcącym im. Komisji Edukacji Narodowej w Sanoku. Ukończyła studia na kierunku technologia leków na Politechnice Szczecińskiej. W 1996 obroniła doktorat na podstawie pracy pt. Wpływ budowy segmentów giętkich na wybrane właściwości segmentowych kopolimerów blokowych. Następnie została zatrudniona w Instytucie Polimerów na Wydziale Technologii i Inżynierii Chemicznej PS/ZUT. Ponadto w latach 2000-2003 pracowała na uczelniach niemieckich. W 2012 roku została pełnomocnikiem Rektora ZUT ds. utworzenia Centrum Dydaktyczno-Badawczego Nanotechnologii, którym obecnie kieruje. W 2012 otrzymała tytuł naukowy profesora nauk technicznych. Stypendystka programu Fulbrighta.

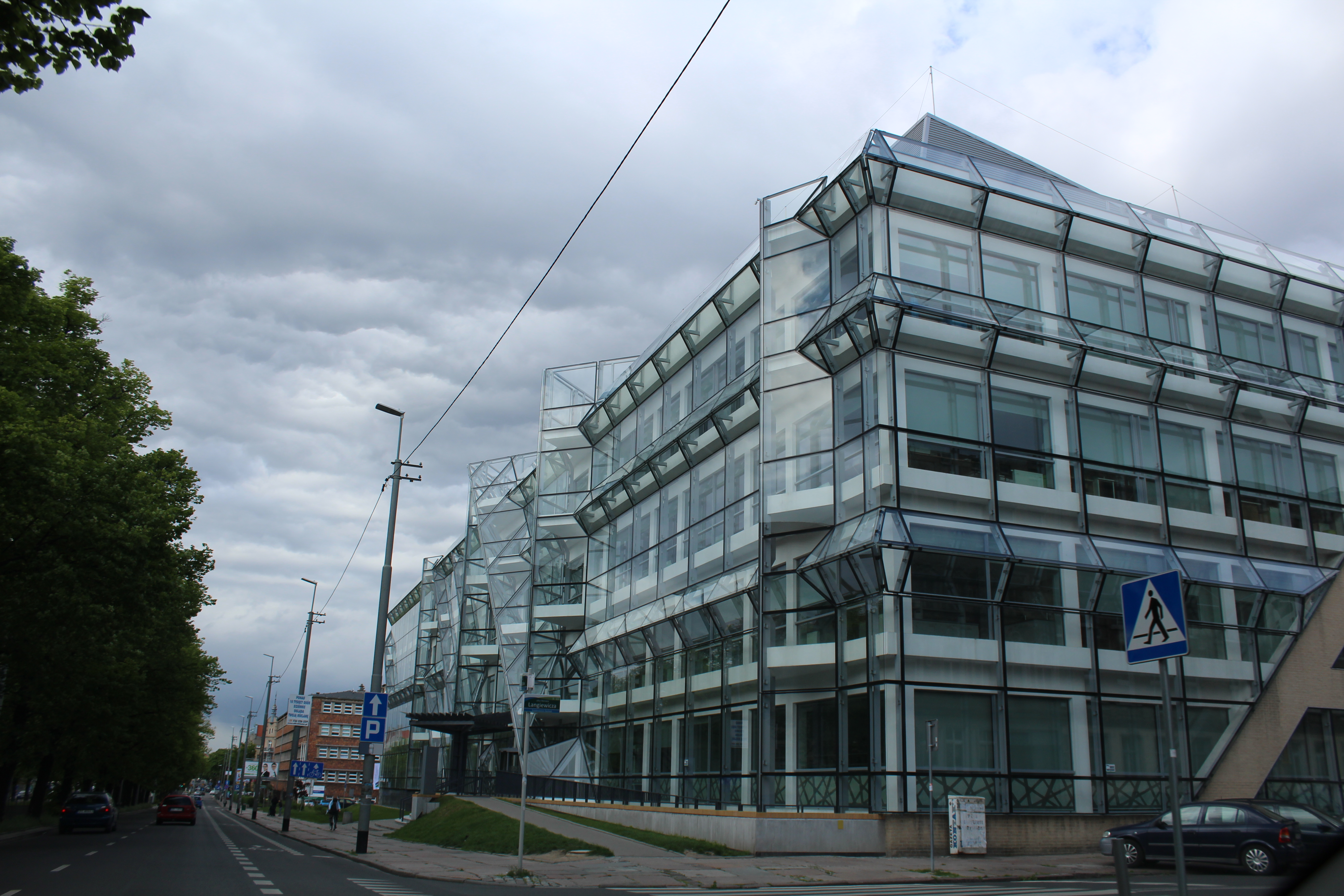
Centrum Dydaktyczno-Badawcze Nanotechnologii przy al. Piastów w Szczecinie, którego dyrektorem jest prof. El Fray

W 2016 uhonorowana Zachodniopomorskim Noblem w dziedzinie nauk technicznych za badanie zastosowań polimerów w medycynie. Wraz ze swoim zespołem opracowała metodę leczenia przepukliny biomateriałem poddanym działaniu promieniowania ultrafioletowego (PhotoBioCure); jej komercjalizacją zajmuje się firma polTiss, której jest prezesem.